# Ziua Veteranilor de Război
Ziua Veteranilor de Război este o sărbătoare națională din România, care a fost instituită prin Hotărârea de Guvern nr. 1222 din 2007, la 29 aprilie: „În semn de recunoaștere a meritelor veteranilor de război pe câmpurile de luptă pentru apărarea independenței, suveranității, integrității teritoriale și a intereselor României”.
Această dată a fost aleasă deoarece, în anul 1902, regele Carol I a promulgat, la solicitarea supraviețuitorilor Războiului de Independență (1877-1878), Înaltul Decret prin care a fost instituit pentru prima dată titlul de veteran de război, în conformitate cu Convenția Statelor Europene de la Geneva, în onoarea ostașilor care au luptat în acest război.